# Acacia chundra
Senegalia chundra là một loài thực vật có hoa trong họ Đậu. Loài này được (Rottler) Willd. miêu tả khoa học đầu tiên.